# Chirita yungfuensis
Chirita yungfuensis är en tvåhjärtbladig växtart som beskrevs av Wen Tsai Wang. Chirita yungfuensis ingår i släktet Chirita och familjen Gesneriaceae. Inga underarter finns listade i Catalogue of Life.